# Robin Hartshorne
 Robin Cope Hartshorne (Boston, 15 de março de 1938) é um matemático estadunidense.

## Publicações selecionadas
- Foundations of Projective Geometry, New York: W. A. Benjamin, 1967;
- Algebraic Geometry, New York: Springer-Verlag, 1977; corrected 6th printing, 1993. GTM 52, ISBN 0-387-90244-9
- Geometry: Euclid and Beyond, New York: Springer-Verlag, 2000; corrected 4th printing, 2005. ISBN 0-387-98650-2
- Deformation Theory, Springer-Verlag, GTM 257, 2010, ISBN 978-1-4419-1595-5